# José Marín
José Marín (em catalão: Josep Marín i Sospedra; El Prat de Llobregat, 21 de janeiro de 1950) é um antigo atleta espanhol, especialista em marcha atlética.
Foi campeão europeu em 1982 na prova de 20 km marcha e medalha de prata nos Campeonatos Mundiais de 1983, desta vez em 50 km marcha.
Esteve presente em quatro edições dos Jogos Olímpicos de Verão, sendo a de 1988 a melhor, pois obteve o 4º lugar nos 20 quilómetros e a 5ª posição nos 50 quilómetros. Antes, nos Jogos de Moscovo 1980, havia sido 5º nos 20 km e 6º nos 50 km.
Tem como recordes pessoais os seguintes registos:
- 20 km marcha: 1:20:00 h (1983)
- 30000m marcha: 2:07:59,8 m (1979)
- 50000m marcha: 3:51:54,5 m (1990)
- 50 km marcha: 3:40:46 h (1983)